# Evangelischer Zentralfriedhof (Regensburg)

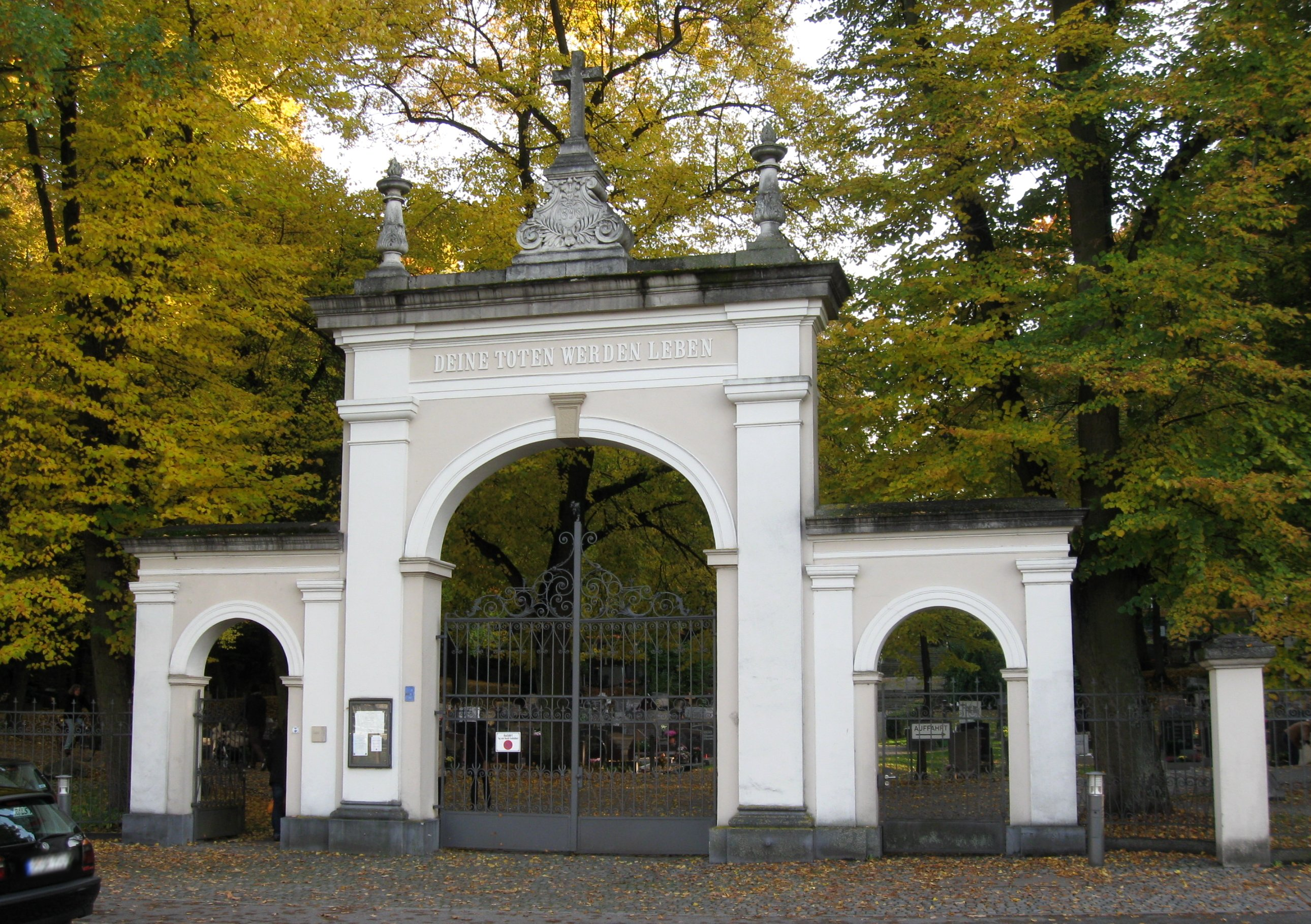
Evangelischer Zentralfriedhof, Nordportal

Der Evangelische Zentralfriedhof in Regensburg wurde am 2. November 1898 eingeweiht und verbindet auf besondere Weise romantische Vorstellungen vom Begräbnisort als einem melancholischen Garten mit der Gestaltung als einem Monumentalfriedhof durch eine pompöse Mausoleumsanlage. Der Friedhof gehört zum Dekanatsbezirk Regensburg und liegt südlich des Hauptbahnhofs und der dort verlaufenden Ost-West-Bahnstrecken. Der Friedhof liegt in Hanglage südlich der Altstadt von Regensburg zwischen der Friedensstraße 12  im Norden und der Bischof-Konrad-Straße im Süden. Träger des Friedhofs ist die Evangelisch-Lutherische Gesamtkirchengemeinde Regensburg.

## Geschichte
Der Friedhof erstreckt sich in Hanglage am Nordhang des Höhenrückens, der früher den Flurnamen „auf dem Galgenberg“ führte, hat aber  keinen Bezug zu der ehemaligen mittelalterlichen Hinrichtungsstätte auf dem Galgenberghügel. Schon vor dem Baubeginn des Friedhofs erinnerte auf dem Galgenberg nichts mehr an die ehemalige Galgenstätte, außer die Namen des Hügels und der dort noch heute verlaufenden Galgenbergstraße. Schon 1829 war auf dem Galgenberghügel der erste Bierkeller mit Bierausschank errichtet worden, dem dann bis 1884 weitere 17 Kellergaststätten folgten. So entstand dort schnell ein beliebtes, stadtnahes Ausflugsziel.
Der neue Zentralfriedhof entstand am Ende des 19. Jahrhunderts deutlich westlich entfernt von der Galgenbergstraße am Nordhang des Galgenbergs. Der Friedhof war von der Altstadt aus fußläufig erreichbar, wobei aber die zwischen 1888 und 1892 entstandenen Gleisanlagen östlich vom Hauptbahnhof überwunden werden mussten, was heute über die sog. Galgenbergbrücke erfolgt.
Der neue Zentralfriedhof war Nachfolger von zwei älteren protestantischen Friedhöfen, beide nahe der Stadtmauer gelegen, die dann im gesamten Stadtbereich nach 1860 abgebrochen wurde:
- protestantischer Lazarusfriedhof im Stadtpark Regensburg, entstanden im Verlauf der Reformation ab 1527, bestand bis 1920
- Petersfriedhof, entstanden zeitlich vor der mittelalterlichen Stadtmauer auf dem Platz östlich vor dem Peterstor. Dort war beim Peterskirchlein auch ein kleiner katholischer Friedhof entstanden, der beim Bau des Bahnhofs um 1890 erheblich verkleinert werden musste. Auch für den protestantischen Petersfriedhof war bereits damals absehbar, dass er der geplanten Erschließung des Bahnhofs mit Anschluss an die nach 1810 neu entstandene Maximilianstraße auf Dauer weichen musste. Tatsächlich geschah das aber erst 1932.

### Bauplanung
Zur Bauplanung gründete die evangelische Gesamtkirchengemeinde eine Kommission, der Julius Pöverlein und Christian Zinstag als Architekten und Conrad Mayer als Gestalter der gärtnerischen Anlagen angehörten. Die Kommission ließ ein geologisches Gutachten zum Gelände erstellen und unternahm 1895 eine Informationsreise nach Frankfurt, wo der Hauptfriedhof und der Friedhof im Ortsteil Sachsenhausen zu Vorbildern erklärt wurden. Beim Neubau des Friedhofs in Regensburg mussten zusätzlich Auflagen der Stadt berücksichtigt werden, denn ein Teil des Friedhofs sollte als Gemeindefriedhof dem städtischen Bestattungsamt unterstellt werden, um dort auch konfessionslose Bürger, Fundleichen und die zahlreichen Ehepaare mit ungleichem Bekenntnis begraben zu können, die sonst, wie es traditionell üblich war, auf den jeweiligen konfessionellen Friedhöfen getrennt bestattet wurden.

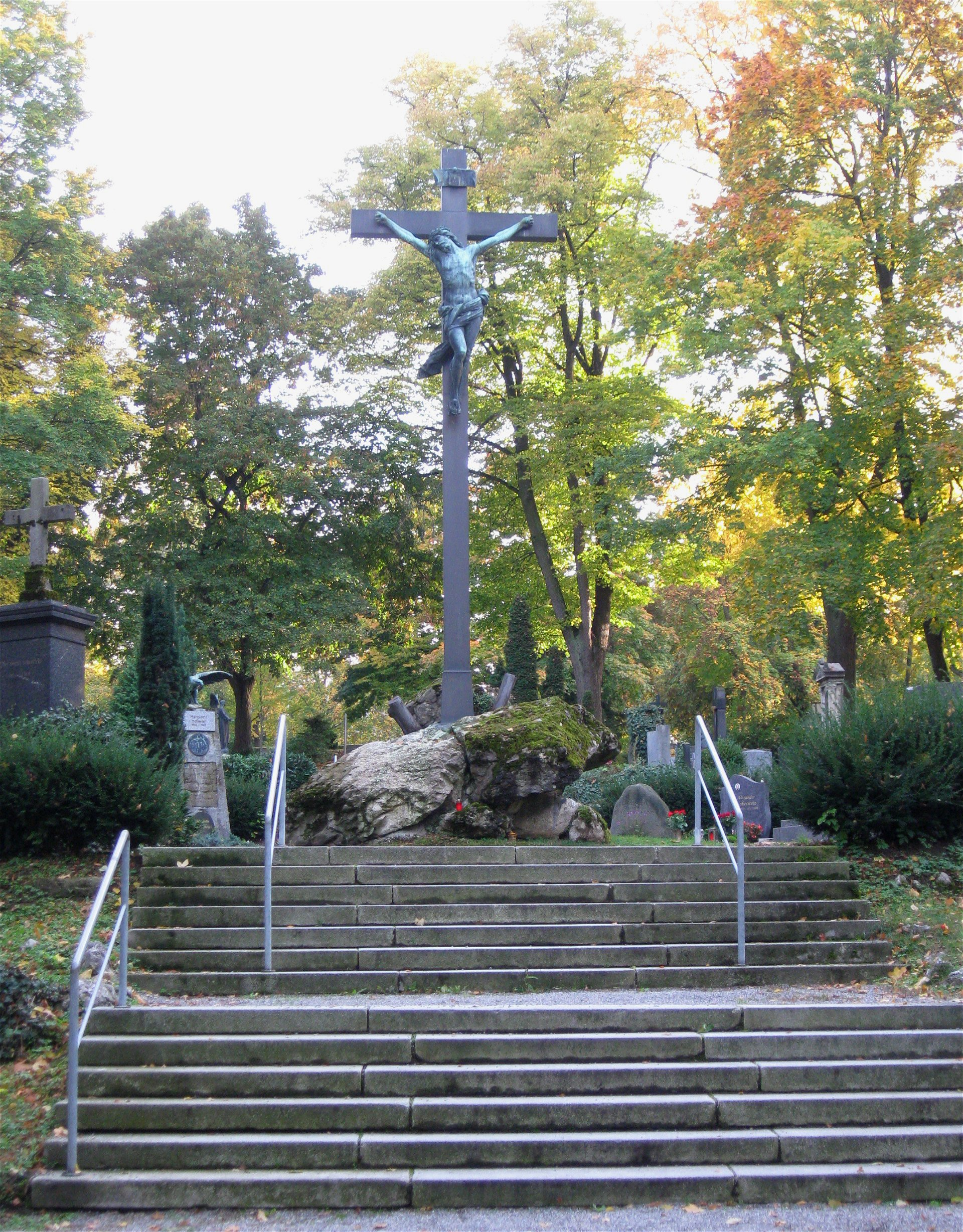
Kruzifix am zweiten, heutigen Standort

Schon bald nach Baubeginn stieß die gärtnerische Gestaltung im erhöhten Südbereich des Geländes auf unerwartete Schwierigkeiten. Anders als nach dem geologischen Gutachten zu erwarten war, fanden sich dort im Boden Felsenlagen und Steingeröll. Es wurde eine Neuprojektierung des ursprünglich als reiner Parkfriedhof geplanten Friedhofs nötig. Man gab die ursprünglich geplante konsequente Nord-Süd-Ausrichtung durch Einschübe von Wegekreuzen auf und entschied sich für eine terrassierte Anlage mit zwei etwa gleich großen Arealen.
Der untere Bereich wurde landschaftsgärtnerisch gestaltet, und der obere Bereich erfuhr im Laufe der späteren Bebauung eine Binnengliederung durch bauliche Elemente. Auf dem Plateau zwischen den beiden Friedhofsteilen wurden 1898 am östlichen Randbereich die Leichenhalle und das Bethaus im Stil der Neorenaissance erbaut. Der Zugang zum Friedhof erfolgt von Norden her über ein von German Bestelmeyer entworfenes klassizistisches dreibogiges Portal, wo die Besucher mit der Inschrift „Deine Toten werden leben“ (Jesaja 26,19) über dem Mittelbogen begrüßt wurden.
Am 2. November 1898 wurde der Friedhof feierlich eingeweiht und Mitte Juli 1899 wurde auf dem südlichsten Rondell ein ca. 10 m hohes Kruzifix aufgestellt, das vom Bildhauer Anton Hess mit einem Korpus von 2,40 m geschaffen wurde. Das Kruzifix wurde eindrucksvoll auf einem Nummulitenkalkstein, sogenannter Enzenauer Marmor, platziert und passte sich dem Park-Charakter des Friedhofs so gut an, dass die Regensburger Bürger den neu entstandenen Friedhof von Anfang an lobten und als einen Ort bezeichneten, wo die Toten bei „Waldesrauschen und Vogelsang ruhen konnten, und wo auch die Überlebenden zuversichtlicher an den Gräbern ihrer Liebsten sich erheben können.“
Heute steht auf dem südlichsten Rondell ein mächtiger Schalenbrunnen aus blauem Kösseine-Granit für dessen Anlieferung aus Wunsiedel ein eigener Tieflader-Güterwagen gebaut werden musste. Der Schalenbrunnen wurde 1898 in Vorbereitung des geplanten Baus des Dörnbergmausoleums auf dem südlichen Höhenrücken des Friedhofs auf Wunsch des Architekten German Bestelmeyer dort platziert. Bestelmeyer hatte die Absicht, die geplante monumentale Kuppel des Mausoleums den von Norden herankommenden Besuchern von diesem Vorplatz aus optisch zu erschließen. Das Kruzifix wurde trotz heftiger Einsprüche von Bürgern weiter nördlich neu aufgestellt.

## Bau des Dörnberg-Mausoleums

### Baulicher Abschluss nach Süden durch das Dörnberg-Mausoleum

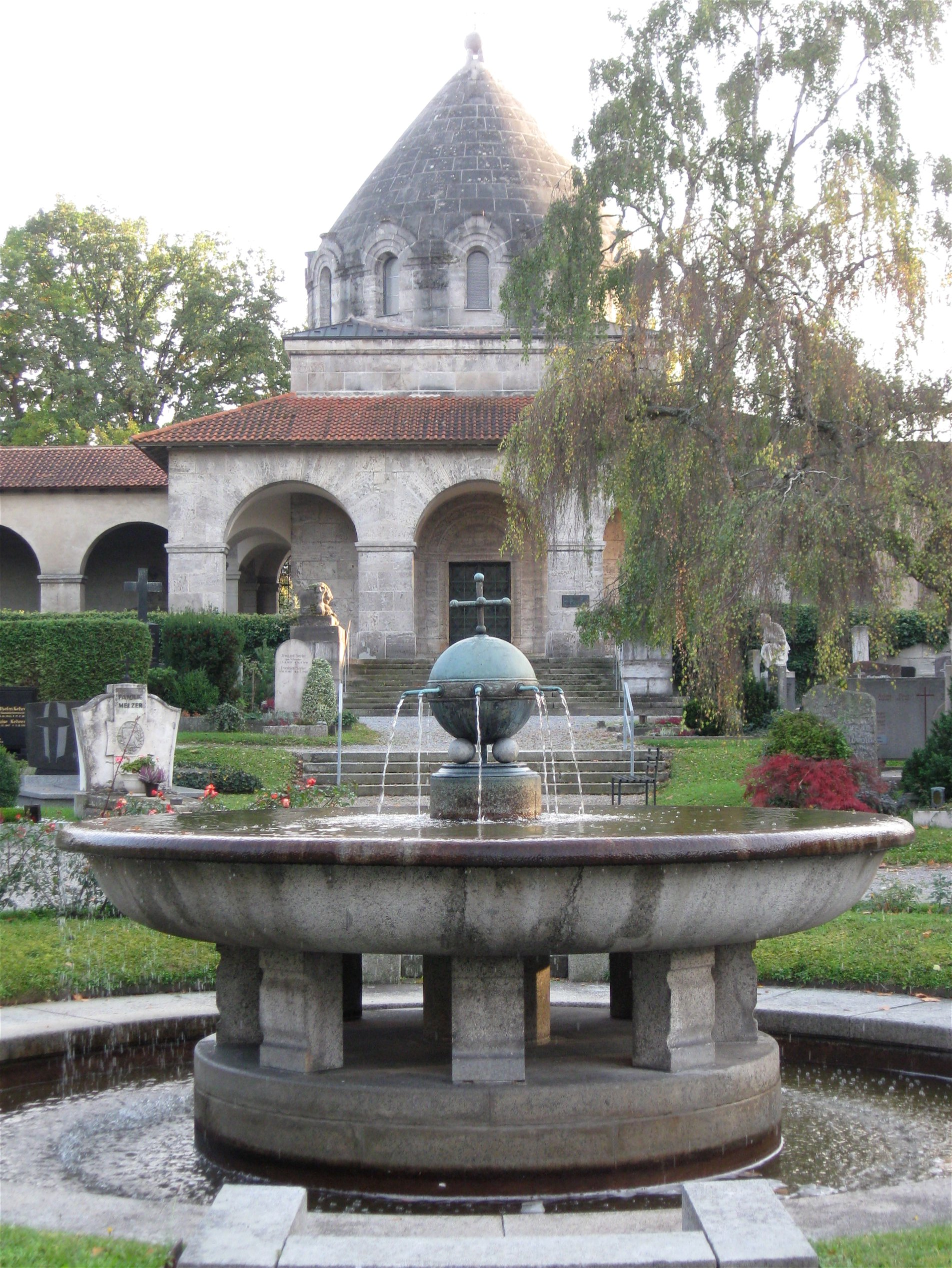
Marmorbrunnen vor Mausoleum

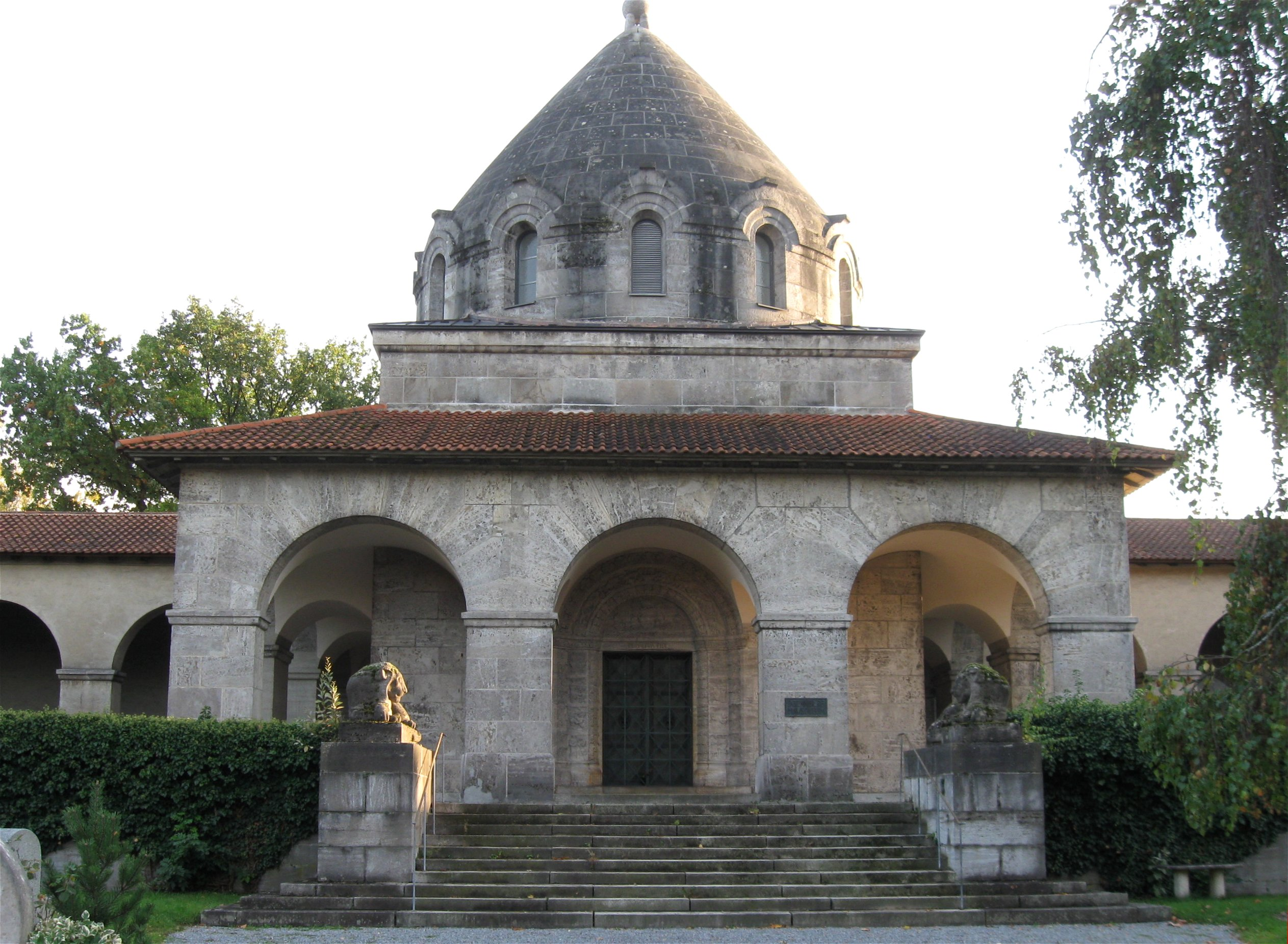
Dörnberg-Mausoleum

An der Wende zum 20. Jahrhundert wurde der Friedhof von Besuchern als ein melancholischer Garten empfunden und von der Bevölkerung gern besucht. Jedoch fehlte dem Friedhof im Süden noch ein passender Abschluss des nach Süden hin ansteigenden Geländes. Da ergab es sich 1897 nach dem Tod von Ernst Friedrich Wilhelm von Dörnberg, dem Gründer der „Gräflich von Dörnbergschen Waisenfondstiftung“, dass die Stiftung, für ihren verstorbenen Gründer den Bau eines Mausoleums als Grabstätte beschloss. Der Verstorbene hatte sein ganzes Vermögen von 18 Millionen Gulden der Stiftung überlassen, und die Stiftung konnte den Architekten German Bestelmeyer mit Planung und Bau des Mausoleums beauftragen. Nach der Besichtigung des Bauplatzes am südlichen Ende des nach Süden hin ansteigenden Geländes setzte sich Bestelmeyer nachdrücklich dafür ein, das nördlich unterhalb des geplanten Mausoleums gelegene Rondell, auf dem bereits das Kruzifix platziert worden war, mit in das Bauvorhaben einzubeziehen. Dort sollte statt des hohen Kruzifixes ein großer runder, flacher Marmorbrunnen platziert werden, der die Blicke der von nördlich unten herankommenden Besucher über den flachen Brunnen hin zur geplanten monumentalen Kuppel des Mausoleums am oberen südlichen Ende des Friedhofs führen sollte. Bei den Besuchern sollten sich, unterstützt von einer weitläufigen Freitreppe und flankiert von zwei steinernen Löwen, Assoziationen an die Pyramiden und an antike Mausoleen der Kaiser einstellen.
Der Bau selbst war ein quadratischer Zentralbau aus Kelheimer Marmor, an drei Seiten umschlossen von einem Arkadengang, von dem aus 14 Gruftarkaden für Mitglieder der Familie Dörnberg erreicht werden konnten. Der Zentralbau aus Kelheimer Kalkstein mit überhöhter quadratischer Cella trägt als vertikales Zwischenglied einen Tambour mit zwölf Rundbogenfenstern, und darauf eine steilbogige Steinkuppel byzantinischer Art, gekrönt von einem vergoldeten Kreuz auf einer Weltkugel. Das gesamte Bauwerk ist mit Muschelkalk verkleidet. Das Portal ist mit romanisierenden Ornamenten geschmückt und trägt das Wappen der Familie Dörnberg.

### Innenausbau
Der Innenraum mit Flachkuppel wurde im Jugendstil mit hochwertigen Materialien ausgeschmückt. Die Bemalungen und Mosaiken stammen vom Münchener Maler und Mosaikbauer Wilhelm Köppen. Die Münchener Bildhauer Hermann Hahn und Georg Albertshofer  schufen die Figuren der Caritas, die Büste des Grafen Dörnberg und die Ampel.
Abgeschlossen wurden Bau und Innenausstattung dieses für Regensburg bedeutenden Zeugnisses des Jugendstils 1912 bzw. 1914.

## Begräbnisse
Das erste Begräbnis auf dem Gelände des Friedhofs erfolgte für Luise Hirschmann, die Ehefrau des Steinmetzmeisters Gottfried Hirschmann, der an der Gestaltung der Friedhofsanlagen mitgewirkt hatte. Dann erfolgten auch Überführungen der sterblichen Überreste von Angehörigen der Familie Dörnberg, die vom Lazarusfriedhof im Stadtpark in das Mausoleum überführt wurden, weil die Friedhöfe im Stadtpark aufgelöst werden sollten. Aus dem gleichen Grund wurden auch die Verstorbenen der FamilieThon-Dittmer, der 1843 verstorbene Stifter der „Von-Müllerschen Töchterschule“  Georg Friedrich von Müller, der Botaniker, Naturforscher und Direktor der Regensburgische Botanische Gesellschaft August Emanuel Fürnrohr († 1861) und der Komponist Rudolf Eisenmann vom Petersfriedhof auf den neuen Friedhof überführt.
- 1923 wurde begraben Ernst von Fromm jun., der leitende Ingenieur der Maxhütte (Sulzbach-Rosenberg) und Sohn von Ernst Fromm sen, dem Mitgründer und späteren Leiter der ehemaligen Eisenwerksgesellschaft in der Stadt Maxhütte-Haidhof
- 1943 wurde auf dem neuen Friedhof begraben der langjährige und verdienstvolle Leiter des Regensburger Stadtbauamtes Adolf Schmetzer, der an der Planung des Friedhofs beteiligt war.[3]